# Hardt (Schwarzwald)
Hardt ist eine Gemeinde in Baden-Württemberg und gehört zum Landkreis Rottweil, grenzt aber südlich an den Schwarzwald-Baar-Kreis. Die Gemeinde umfasst in etwa 2500 Einwohner. Sie ist als Erholungsort staatlich anerkannt.

## Geographie

### Geographische Lage
Hardt liegt etwa 15 Kilometer westlich von Rottweil im Naturpark Schwarzwald Mitte/Nord auf dem waldreichen Hardt, einer nach Osten und Südosten geneigten, freien Hochfläche am Ostrand des mittleren Schwarzwalds. Die Hochfläche zieht sich über die Regionen Sieh dich für und Brogen in den benachbarten Landkreis Schwarzwald-Baar, nach St. Georgen. Hingegen nördlich von Hardt fällt die Höhenlage teilweise schnell ab. Südöstlich liegt das Glasbachtal, welches zu Buchenberg, einem Teil Königsfelds angehört.

### Nachbargemeinden
Die Gemeinde grenzt im Norden und Westen an die Stadt Schramberg mit den Stadtteilen Tennenbronn und Sulgen, im Osten an Eschbronn und im Süden an Königsfeld im Schwarzwald-Baar-Kreis.

### Gemeindegliederung
Zur Gemeinde Hardt gehören das Dorf Hardt, die Siedlungen Teilen und Tischneck, der Weiler Hugswald, die Höfe Friedrichsberg, Nägelessee, Nonnenberg und Steinreute und der Wohnplatz Neuwelt.

## Geschichte

### Vorderösterreichische Zeit
Früher gehörte die heutige Markung Hardt zur Gemeinde Mariazell. Hardt ging aus anfänglich 15 Urhöfen hervor, die noch heute mit Informationstafeln gekennzeichnet sind. Bis zur Mediatisierung war Hardt mit Mariazell im Bereich der Herrschaft Schramberg, die seit 1583 ein Bestandteil von Vorderösterreich war und fiel dann zu Beginn des 19. Jahrhunderts an das Königreich Württemberg.

### Württembergische Zeit
1840 erhielt Hardt den Status einer selbständigen politischen Gemeinde, die zum württembergischen Oberamt Oberndorf gehörte und zu der Zeit 495 Einwohner zählte. Bei der Kreisreform während der NS-Zeit in Württemberg gelangte die Gemeinde 1938 zum Landkreis Rottweil.

### Nachkriegszeit
1945 wurde der Ort Teil der Französischen Besatzungszone und kam somit zum Nachkriegsland Württemberg-Hohenzollern, welches 1952 im Land Baden-Württemberg aufging. Seit 1976 darf sich die Gemeinde als Erholungsort bezeichnen.

## Politik
Die Gemeinde gehört der Vereinbarten Verwaltungsgemeinschaft der Stadt Schramberg an.
2018 übernimmt Michael Moosmann das Amt des Bürgermeisters mit 67,5 % der Stimmen, nachdem Herbert Halder, der dieses Amt seit 1986 durchgängig bekleidete und zuletzt im Juni 2010 für eine weitere achtjährige Amtsperiode mit 98,7 % der Stimmen wiedergewählt wurde nicht mehr zur Wahl antrat.

### Wappen
Beschreibung: „Ein Schild mit linksgerichteten goldenem emporschauendem Hirsch auf Himmelblauem Hintergrund, inmitten zweier grüner Tannen, welche auf Grün stehen.“

### Gemeindepartnerschaft
Die Gemeinde Hardt unterhält seit 1993 partnerschaftliche Beziehungen zu Vandoncourt, Region Bourgogne-Franche-Comté. Die Partnerschaft entwickelte sich durch musikalische Zusammenarbeit einzelner Musikvereine. Gepflegt wird die Partnerschaft durch den jährlichen Schüleraustausch, regelmäßige Treffen und ein Austausch der kommunalen Blätter.

## Kultur und Sehenswürdigkeiten

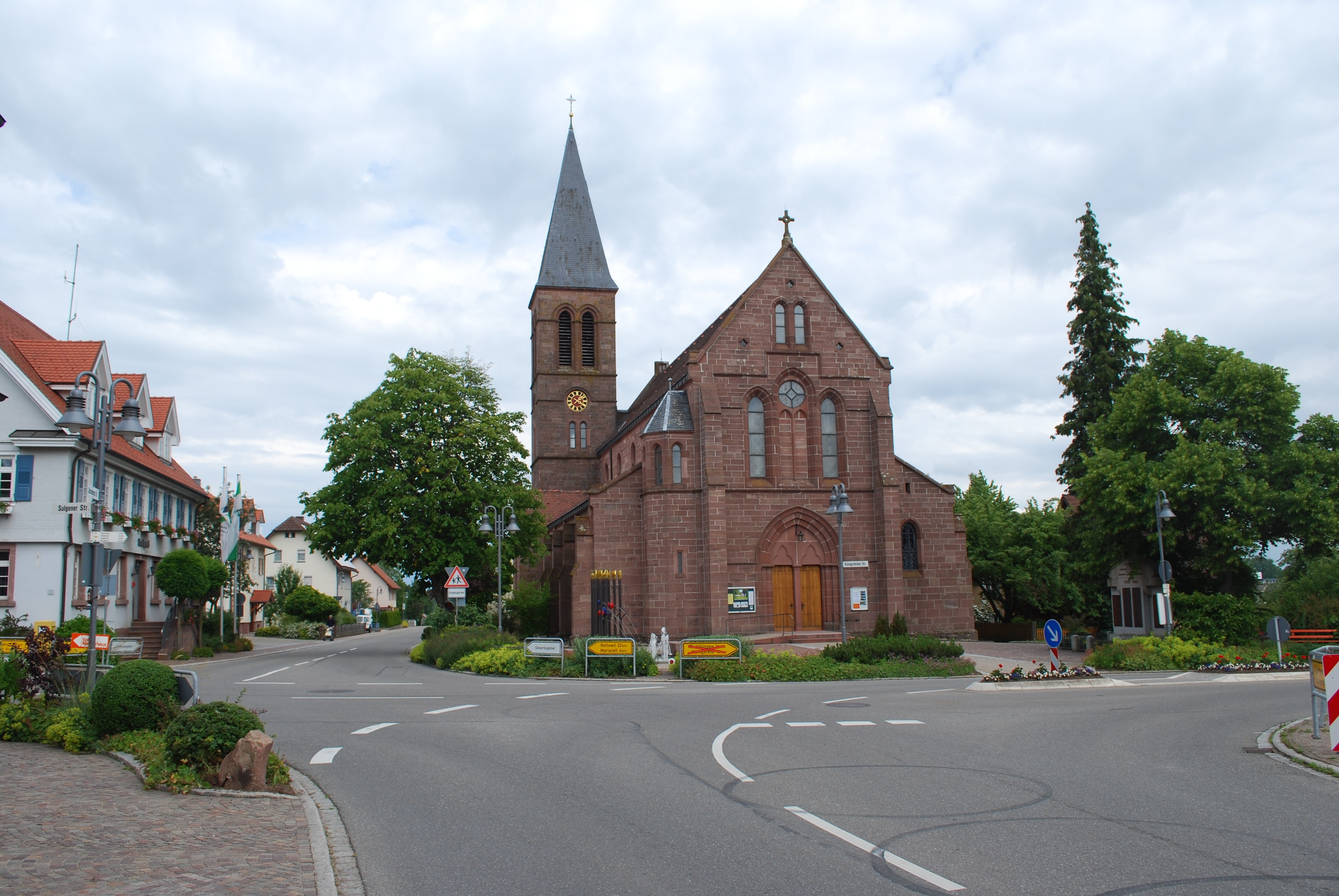
Katholische Pfarrkirche St. Georg

### Freizeitpark
Im Ort befindet sich der „Freizeitpark Hardt“, der unter anderem über eine Minigolf- und eine Pit-Patanlage verfügt, eine Ausstellung mit 200 Wildtieren, eine Lehmann-Groß-Bahn auf einer Fläche von 150 m², eine Parkeisenbahn und einen Spielplatz.

### Wanderungen
Der Schwarzwaldverein hat es sich zur Aufgabe gemacht, verschiedene Wanderwege auszuschildern. Auf dem Wanderweg „Hardter Hofweg“ sind Tafeln an den „Urhöfen“ angebracht, die über deren Geschichte berichten. Der Wanderweg „Katzenpfad“ ist nach einer Hardter Fasnetsfigur benannt und führt über einen Höhenunterschied von 600 Metern. Zudem ziehen sich einige Fahrradtouren durch das beschauliche Dorf, aufgrund des vorteilhaften Geländes bieten sich viele Pfade für Mountainbike-Touren an.

### Vereine
Hardt verfügt über ein reges Vereinsleben. Es gibt unter anderem fünf Musikvereine, zwei Fasnetsvereine und sechs Sportvereine. Der Motorradclub Hardt veranstaltet hier jährlich eines der größten internationalen Motorradtreffen im süddeutschen Raum. Hervorzuheben sind zudem die alljährliche Fußball-Dorfmeisterschaft, die hunderte Besucher und Kicker auf dem Sportplatz anzieht. Außerdem finden regelmäßig Feste der Musikvereine statt. Alle vier Jahre findet zudem das Dorffest in Hardt statt, welches hauptsächlich von den Vereinen möglich gemacht wird und tausende Besucher aus dem Umkreis in den Ortskern lockt. Das letzte Dorffest wurde Corona bedingt auf 2022 verschoben. Das nächste Dorffest findet am 5. und 6. Jul 2025 statt.

### Pfarrei
Im Ortskern steht die katholische Pfarrkirche St. Georg. Die Pfarrei betreibt einen Kindergarten und den Chor Fis(c)herman’s Friends. Nach dem Ruhestand des langjährigen Priesters wird der Gottesdienst durch einen Priester aus einer Nachbargemeinde fortgeführt.

## Wirtschaft und Infrastruktur

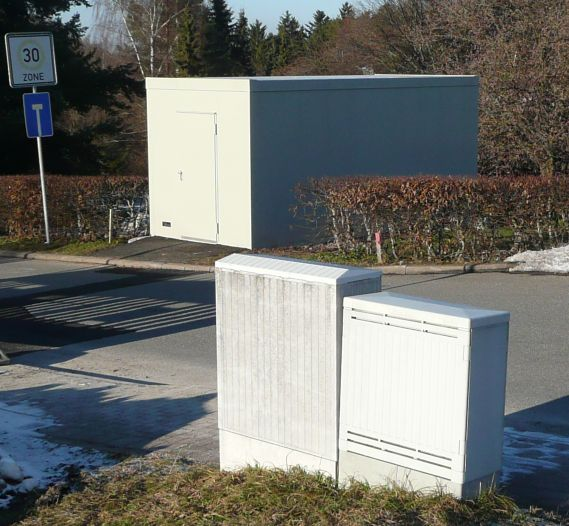
Der Outdoor-DSLAM

Neben dem ansässigen Gewerbe und Handwerksbetrieben konnten in der Vergangenheit auch einige kleinere Industrieunternehmen im Gewerbegebiet der Gemeinde angesiedelt werden. Es handelt sich dabei hauptsächlich um metallverarbeitende Betriebe, Zulieferer der Autoindustrie, Elektronik und Automatisierungsbranche. Trotzdem ist die Pendlerbilanz noch immer negativ.

### Bildung
In Hardt gibt es eine Grundschule. Die weiterführenden Schulen, Hauptschule, Realschule und Gymnasium, befinden sich in Schramberg. Zusätzlich besuchen einige Schüler die umliegenden Schulen in Königsfeld, St. Georgen und Mönchweiler. Vereinzelt werden auch Schulen im weiteren Umkreis, wie in Rottweil besucht.

### Verkehr
Hardt wird durch zwei Kreisstraßen geteilt, die insbesondere für den Pendelverkehr in die Nachbargemeinden ein wichtiger Knotenpunkt sind. Damit ist die Ortsmitte an der Pfarrkirche St. Georg und dem Rathaus auch gleichzeitig Mittelpunkt des Straßenverkehrs. Dort herrscht speziell morgens und abends reger Durchgangsverkehr.

### Kommunikation
Hardt erhielt im Januar 2009 Breitbandinternet. Dazu wurde ein Outdoor-DSLAM aufgestellt. Zusätzlich wurde im Jahr 2016 der Netzausbau mit Glasfaser vorangetrieben.

### Industrie
In einem langwierigen Prozess erschließt Hardt mit dem Gewerbegebiet 2 Nord lokalisiert im Gewann Katzenmoos weitere Flächen für Industrieunternehmen. Dadurch werden mehr Flächen auch für bereits ansässige Industrieunternehmen zugänglich, die bisher hauptsächlich im südlich gelegenen ersten Gewerbegebiet vertreten sind.

## Persönlichkeiten

### Söhne und Töchter der Stadt
- Carmen Haberstroh (* 1971), Politikerin